# Saint-Pierre-des-Ormes
Saint-Pierre-des-Ormes è un comune francese di 231 abitanti situato nel dipartimento della Sarthe nella regione dei Paesi della Loira.

## Società

### Evoluzione demografica
Abitanti censiti